# Hello Little Girl
«Hello Little Girl» es la primera canción escrita por John Lennon. Según Lennon, se basó en una vieja canción de los "treinta o cuarenta" que cantaba su madre. Escrita en 1957, fue una de las canciones que presentaron The Beatles en la audición de 1962 en Decca, que no tuvo éxito. The Beatles grabaron una maqueta con Stuart Sutcliffe encargándose del bajo.
En 1963, la banda inglesa de Merseybeat The Fourmost hizo una grabación de la canción en Abbey Road Studios (producido por George Martin) y lanzado como su primer sencillo. Dos semanas más tarde, Gerry and the Pacemakers también grabó una versión de la canción, pero la versión de la Fourmost fue seleccionado para la edición y alcanzó el número 9 en el Reino Unido.
Versión de The Beatles, aunque diferente de la versión anterior con Sutcliffe, de la canción se puede encontrar en  Anthology 1 con  Lennon y McCartney como vocalistas principales.
La versión de Fourmost de esta canción también está en Las canciones de Lennon y McCartney.
La canción aparece en la película biográfica de 2010 Nowhere Boy en una escena que muestra a Lennon cantando para McCartney mientras se graba en una pequeña grabadora de carrete. Los créditos de composición en la película especifican solamente a John Lennon.

## Fuente
- Este artículo es una traducción del artículo en inglés del mismo nombre, Hello Little Girl

- Datos: Q2087382